# San Vicente de Duyo
Duyo (llamada oficialmente San Vicenzo de Duio) es una parroquia española del municipio de Finisterre, en la provincia de La Coruña, Galicia.

## Otras denominaciones
La parroquia también es conocida por los nombres de San Vicente de Duio y San Vicente de Duyo

## Entidades de población
Entidades de población que forman parte de la parroquia:
- Castro (O Castro de Duio)
- Castromiñán
- Denle
- Hermedesujo de Abajo (Ermedesuxo de Abaixo)
- Hermedesujo de Arriba (Ermedesuxo de Arriba)
- San Salvador (San Salvador de Duio)
- Vilar (Vilar de Duio)

## Demografía
| Gráfica de evolución demográfica de Duyo entre 2000 y 2019 |
|                                                            |
| Datos según el nomenclátor publicado por el INE.           |